# Altes Schulhaus Bargau

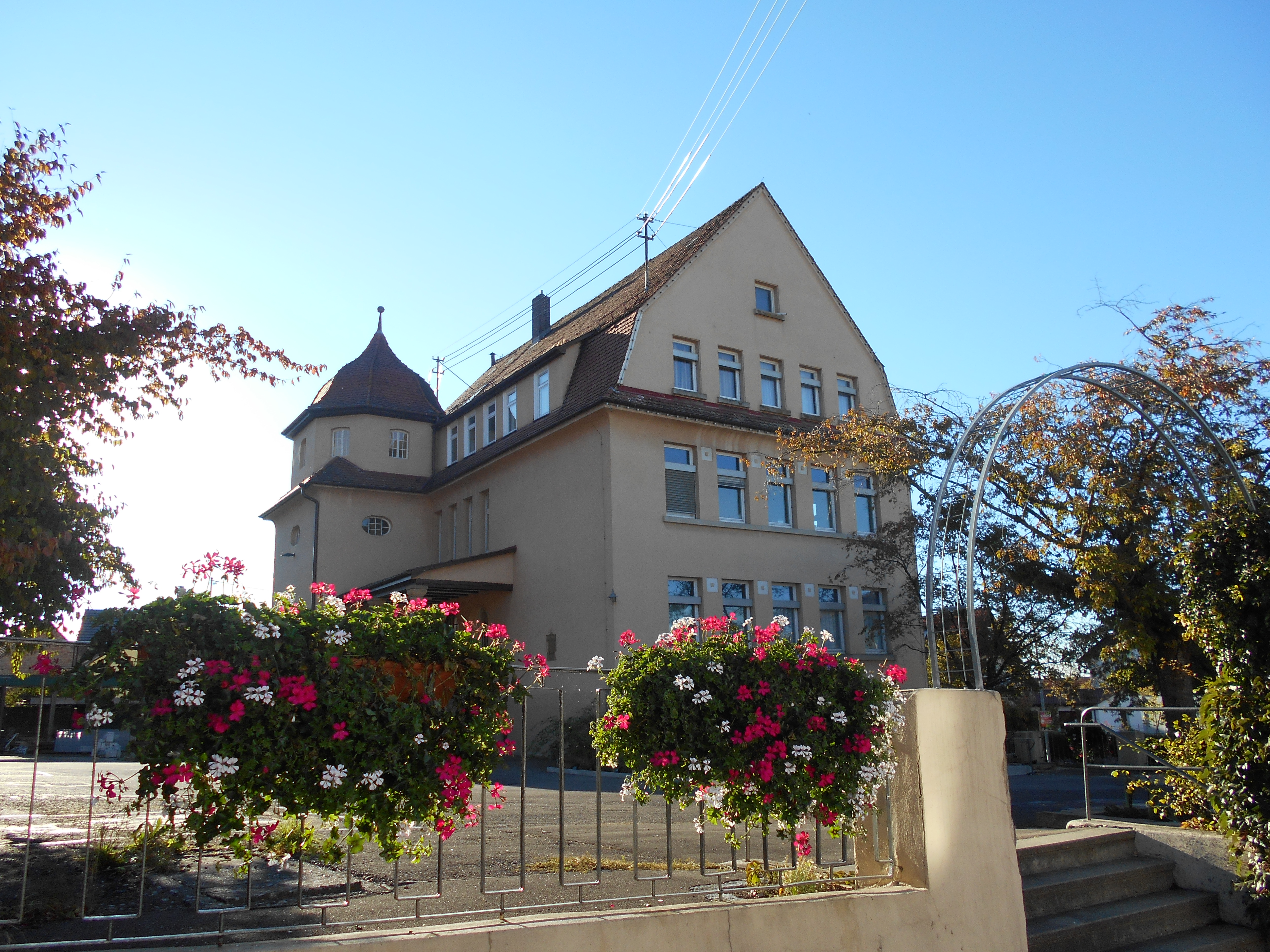
Altes Schulhaus Bargau

Das Alte Schulhaus im baden-württembergischen Bargau ist ein von dem deutschen Architekten Ulrich Pohlhammer 1911 geplantes Gebäude, das 1913 unter der Bauleitung des Gmünder Architekten Feifel fertiggestellt wurde und heute unter Denkmalschutz steht. Der ortsbildprägende, fünfachsige Bau mit seitlich angebauten Rundturm steht in der Stauferstraße 5.
Bei dem Bau handelt sich um ein zweieinhalbgeschossiges Mansardgiebelhaus mit Fußwalmdach. Auffallend ist das vorspringende Treppenhaus, das sich als Turm mit welscher Haube vom Bau löst.
Auf dem Grundstück stand zuvor die 1729 errichtete Kirche. Für den Bau des Schulgebäudes waren 53.000 Mark zu entrichten; der Innenausbau kostete zusätzlich 5.000 Mark. In der Südmauer des heutigen Gebäudes erinnert der in die Wand eingelassene Grundstein von 1729 an die 1912 abgebrochene Barockkirche. Auf diesem ist ein Weinstock, das Wappen des damaligen Oberstättmeisters Franz Joseph Wingert, abgebildet.

## Heutige Nutzung
Nachdem das Gebäude ab 2007 nicht mehr als Grundschule genutzt wurde, erfolgte 2011 ein Umbau in einen Gasthof mit Übernachtungsmöglichkeit.

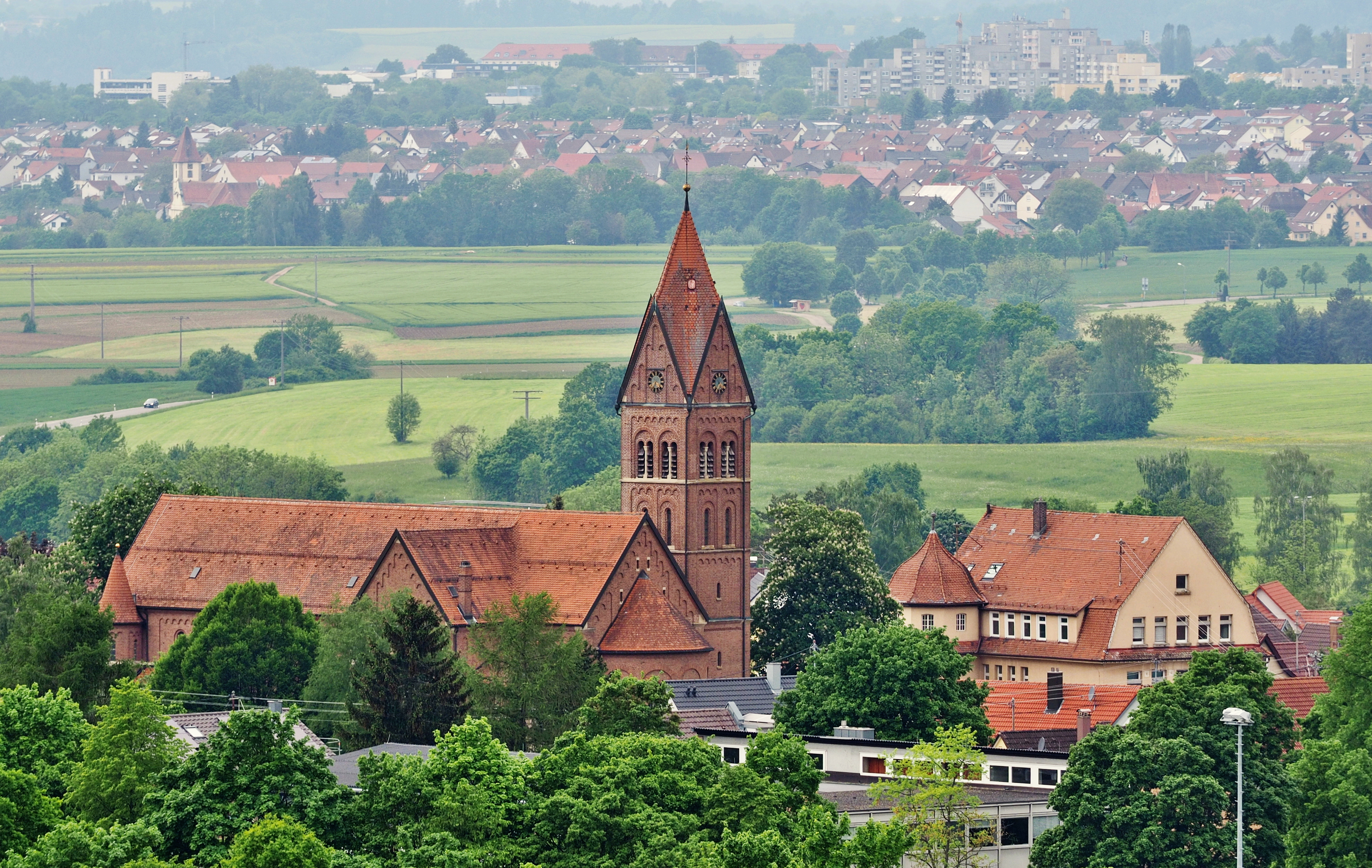
Das Alte Schulhaus Bargau liegt direkt neben der Kirche St. Jakobus in Bargau.